# Tejay van Garderen
Tejay van Garderen (Tacoma, 12 augustus 1988) is een Amerikaans voormalig wielrenner die het grootste deel van zijn loopbaan reed voor BMC Racing Team.

## Biografie
Van Garderen is de zoon van een Amsterdamse vader (die ook wielrende) en een Amerikaanse moeder. Naast zijn moedertaal Engels spreekt hij wat Nederlands. Hij groeide op in Montana, maar woonde in 2008 en 2009 in Alphen aan den Rijn bij familie, toen hij voor het Rabobank Continental Team reed. 
In 2010 en 2011 kwam Van Garderen uit voor Team HTC-Columbia en zijn opvolger. Van Garderen brak in 2010 door met een tweede plaats in de proloog van het Critérium du Dauphiné en finishte als derde in het eindklassement. Omdat HTC-Highroad geen nieuwe sponsor kon vinden, ging hij vanaf 2012 koersen voor BMC Racing Team.
Het jaar 2012 bleek uiteindelijk de grote doorbraak voor Van Garderen. In de Ronde van Frankrijk van dat jaar eindigde hij als vijfde in het algemeen klassement, twee plaatsen hoger dan zijn kopman Cadel Evans. Ook won hij de witte trui van het jongerenklassement. Een jaar later kon Van Garderen geen potten breken.
Ook in 2014 nam hij deel aan de Tour. Hij startte deze als kopman van zijn ploeg. Net als in 2012 werd hij vijfde. In 2015 moest hij in de Tour door ziekte opgeven in de 17e etappe terwijl hij derde stond in het algemeen klassement.
In 2017 reed Van Garderen voor het eerst de Ronde van Italië. Hierin speelde hij geen grote rol voor het algemeen klassement, maar won hij wel de achttiende etappe, een bergrit naar Urtijëi. Hij staat bekend als een eeuwige belofte.

## Overwinningen
2004
 Amerikaans kampioen tijdrijden, Nieuwelingen
 Amerikaans kampioen op de weg, Nieuwelingen
 Amerikaans kampioen cyclocross, Nieuwelingen
2005
2e etappe Driedaagse van Axel
2006
 Amerikaans kampioen tijdrijden, Junioren
2008
1e etappe Flèche du Sud
5e etappe A Ronde van Lleida (ploegentijdrit)
3e etappe GP Tell
9e etappe Ronde van de Toekomst
2009
Eindklassement Ronde van de Haut-Anjou
5e etappe Olympia's Tour
Eindklassement Circuito Montañés
2010
1e etappe Ronde van Spanje (ploegentijdrit)
2011
Jongerenklassement Ronde van Californië
3e etappe Ronde van Utah (individuele tijdrit)
Jongerenklassement USA Pro Cycling Challenge
2012
Jongerenklassement Parijs-Nice
 Jongerenklassement Ronde van Frankrijk
2e etappe USA Pro Cycling Challenge
2013
Jongerenklassement Internationaal Wegcriterium
6e etappe Ronde van Californië (individuele tijdrit)
Eindklassement Ronde van Californië
5e etappe USA Pro Cycling Challenge (individuele tijdrit)
Eindklassement USA Pro Cycling Challenge
2014
4e etappe Ronde van Catalonië
3e en 6e etappe (individuele tijdrit) USA Pro Cycling Challenge
Eindklassement USA Pro Challenge
 UCI Ploegentijdrit in Ponferrada
2015
4e etappe Ronde van Catalonië
3e etappe Critérium du Dauphiné (ploegentijdrit)
9e etappe Ronde van Frankrijk (ploegentijdrit)
1e etappe Ronde van Spanje (ploegentijdrit)
2016
4e etappe Ruta del Sol (individuele tijdrit)
1e etappe Tirreno-Adriatico (ploegentijdrit)
7e etappe Ronde van Zwitserland
2017
1e etappe Tirreno-Adriatico (ploegentijdrit)
2e etappe Ronde van Catalonië (ploegentijdrit)
18e etappe Ronde van Italië
1e etappe Ronde van Spanje (ploegentijdrit)
2018
4e etappe Ronde van Californië
Proloog Ronde van Utah

## Resultaten in voornaamste wedstrijden
| Jaar | Ronde van Italië | Ronde van Frankrijk | Ronde van Spanje |
| ---- | ---------------- | ------------------- | ---------------- |
| 2010 |                  |                     | 35e              |
| 2011 |                  | 82e                 |                  |
| 2012 |                  | 5e                  |                  |
| 2013 |                  | 45e                 |                  |
| 2014 |                  | 5e                  |                  |
| 2015 |                  | opgave              | opgave           |
| 2016 |                  | 29e                 | opgave           |
| 2017 | 20e (1)          |                     | 10e              |
| 2018 |                  | 32e                 |                  |
| 2019 |                  | opgave              | opgave           |
| 2020 |                  | 91e                 | 113e             |
| 2021 | 84e              |                     |                  |

| Jaar | Luik-Bast.‑Luik | Ronde van Lombardije | Waalse Pijl |  | WK op de weg |  | Wereldranglijsten |
| ---- | --------------- | -------------------- | ----------- |  | ------------ |  | ----------------- |
| 2010 | 121e            |                      |             |  | opgave       |  | 67e (UWK)         |
| 2011 | 18e             |                      | 126e        |  |              |  | 170e (UWT)        |
| 2012 | 61e             |                      | 74e         |  | opgave       |  | 32e (UWT)         |
| 2013 |                 | opgave               |             |  | opgave       |  | 52e (UWT)         |
| 2014 |                 | opgave               |             |  | opgave       |  | 22e (UWT)         |
| 2015 | opgave          |                      | 102e        |  |              |  | 49e (UWT)         |
| 2016 |                 |                      |             |  |              |  | 51e (UWT)         |
| 2017 |                 |                      |             |  | opgave       |  | 56e (UWT)         |
| 2018 |                 |                      |             |  |              |  |                   |
| 2019 |                 |                      |             |  |              |  |                   |
| 2020 |                 |                      |             |  |              |  |                   |
| 2021 |                 |                      |             |  |              |  |                   |

### Resultaten in kleinere rondes
| Jaar | Parijs-Nice | Tirreno-Adriatico | Ronde van Catalonië | Ronde van het Baskenland | Ronde van Romandië | Critérium du Dauphiné | Ronde van Zwitserland | Ronde van Polen | Ronde van Peking |
| ---- | ----------- | ----------------- | ------------------- | ------------------------ | ------------------ | --------------------- | --------------------- | --------------- | ---------------- |
| 2010 |             |                   | 62e                 |                          |                    | ↑                     |                       |                 |                  |
| 2011 | 31e         |                   |                     | 66e                      |                    |                       | 11e                   |                 |                  |
| 2012 | 5e          |                   | opgave              |                          | opgave             | 14e                   |                       |                 |                  |
| 2013 | 4e          |                   |                     | opgave                   |                    |                       | 7e                    |                 |                  |
| 2014 | opgave      |                   | ↑ (1)               | 6e                       | opgave             | 13e                   |                       |                 | 105e             |
| 2015 | 16e         |                   | 30e (1)             | 11e                      |                    | ↑                     |                       |                 |                  |
| 2016 |             | 25e               | 5e                  |                          | 10e                |                       | 6e (1)                |                 |                  |
| 2017 |             | 21e               | 5e                  |                          | 6e                 |                       | 24e                   | 25e             |                  |
| 2018 | opgave      |                   | 17e                 |                          | 45e                |                       | 37e                   |                 |                  |
| 2019 | 19e         |                   | opgave              |                          |                    | ↑                     |                       |                 |                  |
| 2020 | opgave      |                   |                     |                          |                    | 82e                   |                       |                 |                  |
| 2021 |             |                   | 70e                 |                          | 57e                |                       |                       |                 |                  |

(*) tussen haakjes aantal individuele etappe-overwinningen

### Veldrijden
| Seizoen      | WK | PAK | AK  | Klassementen | Klassementen | Klassementen | Podia | Podia  | Podia | Aantal crossen |
| Seizoen      | WK | PAK | AK  | WB           | SP           | Trofee       | Goud  | Zilver | Brons | Aantal crossen |
| ------------ | -- | --- | --- | ------------ | ------------ | ------------ | ----- | ------ | ----- | -------------- |
| Als junior   |    |     |     |              |              |              |       |        |       |                |
| 2004-2005    | -  | -   | 8e  | -            | -            | -            | 0     | 0      | 0     | 1              |
| 2005-2006    | -  | -   | 10e | -            | -            | -            | 0     | 0      | 0     | 5              |
| Als belofte  |    |     |     |              |              |              |       |        |       |                |
| 2006-2007    | -  | -   | 12e | -            | -            | -            | 0     | 0      | 0     | 1              |
| Totaal Elite | –  | –   | –   | –            | –            | –            |       |        |       |                |

## Ploegen
- 2008 –  Rabobank Continental Team
- 2009 –  Rabobank Continental Team
- 2010 –  Team HTC-Columbia
- 2011 –  HTC-Highroad
- 2012 –  BMC Racing Team
- 2013 –  BMC Racing Team
- 2014 –  BMC Racing Team
- 2015 –  BMC Racing Team
- 2016 –  BMC Racing Team
- 2017 –  BMC Racing Team
- 2018 –  BMC Racing Team
- 2019 –  EF Education First Pro Cycling
- 2020 –  EF Education First Pro Cycling
- 2021 –  EF Education-Nippo (tot 21-6)

Wielerploegen van Tejay van Garderen
Adams ·
Aernouts ·
Beima ·
Berkhout ·
Bol ·
Boom ·
van Emden (tot 31/08) ·
van Garderen ·
Keizer ·
de Knegt ·
Kreder · 
Kruijswijk ·
Lodewyck · 
Nys (tot 09/05) ·
Popov ·
van Poppel ·
Rabou ·
Sinkeldam ·
Van Staeyen ·
van der Velde ·
Vermeltfoort ·
van Winden
Adams ·
Aernouts ·
Berkhout ·
Boeve ·
Bol ·
Bos ·
Fuchs ·
van Garderen ·
van Geffen ·
Keizer ·
de Knegt ·
Kreder · 
Kruijswijk ·
Ockeloen ·
van Poppel ·
Rabou ·
Sinkeldam ·
Van Staeyen ·
Vermeltfoort ·
Vrijmoed ·
van Winden
Albasini ·
Bak ·
Cavendish ·
Dockx ·
Eisel ·
Ghyselinck ·
Goss ·
Grabsch ·
Greipel ·
Gretsch ·
Guldhammer ·
Hansen ·
Howard ·
Lewis ·
Martin ·
Monfort ·
Pinotti ·
Raboň ·
Renshaw ·
Reynés ·
Rogers ·
Roulston ·
Saramotins ·
Sieberg ·
Siwtsow ·
van Garderen ·
M. Velits ·
P. Velits
Albasini ·
Bak ·
Brammeier ·
Cavendish  ·
Degenkolb ·
Eisel ·
Fairly ·
Ghyselinck ·
Goss ·
Grabsch ·
Gretsch ·
Howard ·
Lewis ·
Martin   ·
Pate ·
Pinotti ·
Raboň ·
Rasmussen (tot 15/09) ·
Renshaw ·
Roulston ·
Siwtsow ·
Smukulis ·
van Garderen ·
M. Velits ·
P. Velits ·
Dempster (stagiair) ·
Norris (stagiair)
Ballan ·
Blythe · 
Bookwalter · 
Burghardt ·
Cummings ·
Eijssen · 
Evans ·
Frank · 
Gilbert  ·
Hincapie ·
Hushovd ·
Kohler ·
Lodewyck ·
Moinard ·
Morabito ·
Phinney ·
Pinotti ·
Quinziato ·
Roe ·         
Santambrogio ·
Santaromita ·
Schär ·
Tschopp ·
Van Avermaet ·
Van Garderen ·
Wyss ·
Flückiger (stagiair) ·
Warbasse (stagiair) 
Ballan · 
Blythe · 
Bookwalter · 
Burghardt · 
Cummings · 
Eijssen · 
Evans · 
Frank · 
Gilbert  · 
Hushovd · 
Kohler · 
Lander · 
Lodewyck · 
Moinard · 
Morabito · 
Nerz · 
Oss · 
Phinney · 
Pinotti · 
Quinziato · 
Santaromita · 
Schär · 
Van Avermaet · 
Van Garderen · 
Warbasse · 
Wyss · 
Dillier (stagiair) · 
Novák (stagiair) · 
Taramarcaz (stagiair) 
Atapuma · Bookwalter · Burghardt · Cummings · Dennis · Dillier · Eijssen · Evans · Gilbert · Hermans · Hushovd · Kohler · Lander · Lodewyck · Moinard · Morabito · Nerz · Oss · Phinney · Quinziato · Sánchez · Schär · Stetina · Van Avermaet · Van Garderen · Velits · Warbasse · Wyss · Zabel · Davison (stagiair) · Teuns (stagiair) · Vliegen (stagiair) 
Atapuma · Bookwalter · Burghardt · Caruso · De Marchi · Dennis · Dillier · Drucker · Evans · Flakemore · Gilbert · Hermans · Küng · Lodewyck · Moinard · Oss · Phinney · Quinziato · Rosskopf · Sánchez · Schär · Senni · Stetina · Teuns · Van Avermaet · Van Garderen · Velits · Vliegen · Wyss · Zabel · Bohli (stagiair) · Frankiny (stagiair) · Gerts (stagiair)
Atapuma · Bohli · Bookwalter · Burghardt · Caruso · De Marchi · Dennis · Dillier · Drucker · Gerts · Gilbert · Hermans · Küng · Moinard · Oss · Phinney · Porte · Quinziato · Rosskopf · Sánchez · Schär · Senni · Teuns · Van Avermaet  · Van Garderen · Velits · Vliegen · Wyss · Zabel · Eisenhart (stagiair) · Lienhard (stagiair)
Bohli · Bookwalter · Caruso · De Marchi · Dennis · Dillier · Drucker · Elmiger · Frankiny · Gerts · Hermans · Küng · Moinard · Oss · Porte · Quinziato · Roche · Rosskopf · Sánchez · Schär · Scotson · Senni · Teuns · Van Avermaet  · van Garderen · Van Hooydonck · Ventoso · Vliegen · Wyss · Müller (stagiair) · Welten (stagiair)
Bettiol · Bevin · Bohli · Bookwalter · Caruso · De Marchi · Dennis   · Drucker · Frankiny · Gerrans · Küng · Porte · Roche · Roelandts · Rosskopf · Schär · Scotson · Teuns · Van Avermaet  · van Garderen · Van Hooydonck · Ventoso · Vliegen · Wyss
Bennett · van den Berg · Bettiol · Breschel · Brown · Caicedo · Carthy · Clarke · Craddock · Docker · Dombrowski · Higuita · Hofland · Howes · Kangert · Langeveld · Martínez · McLay · Modolo · Morton · Owen · Phinney · Scully · Urán · van Garderen · Vanmarcke · Villalobos · Whelan · Woods
Bennett · Bettiol · Caicedo · Carthy · Clarke · Cort · Craddock · Docker · Guerreiro · Halvorsen · Higuita · Hofland · Howes · Kangert · Keukeleire · Langeveld · Martínez · Morton · Owen · Powless · Rutsch · Scully · Urán · Van den Berg · Van Garderen · Vanmarcke · Villalobos (tot 1 augustus) · Whelan · Woods · Bissegger (stagiair)
Arroyave Cañas · Barta · Beppu · Van den Berg · Bettiol · Bissegger · Caicedo · Camargo · Carr · Carthy · Cort · Craddock · Docker · El Fares · Van Garderen tot en met 21 juni · Guerreiro · Higuita · Hofland · Howes · Keukeleire · Langeveld · Morton · Nakane · Owen · Powless · Rutsch · Scully · Urán · Valgren · Whelan